# Staroje Pasjkovo
Staroje Pasjkovo är en by i Belarus.   Den ligger i voblasten Mahiljoŭs voblast, i den nordöstra delen av landet, 180 km öster om huvudstaden Minsk. Staroje Pasjkovo ligger 187 meter över havet och antalet invånare är 150.

## Natur och klimat
Terrängen runt Staroje Pasjkovo är platt. Runt Staroje Pasjkovo är det ganska tätbefolkat, med 192 invånare per kvadratkilometer.. Närmaste större samhälle är Mahiljoŭ, 5,6 km sydost om Staroje Pasjkovo.
Omgivningarna runt Staroje Pasjkovo är en mosaik av jordbruksmark och naturlig växtlighet.